# Marktkirche St. Jacobi (Einbeck)

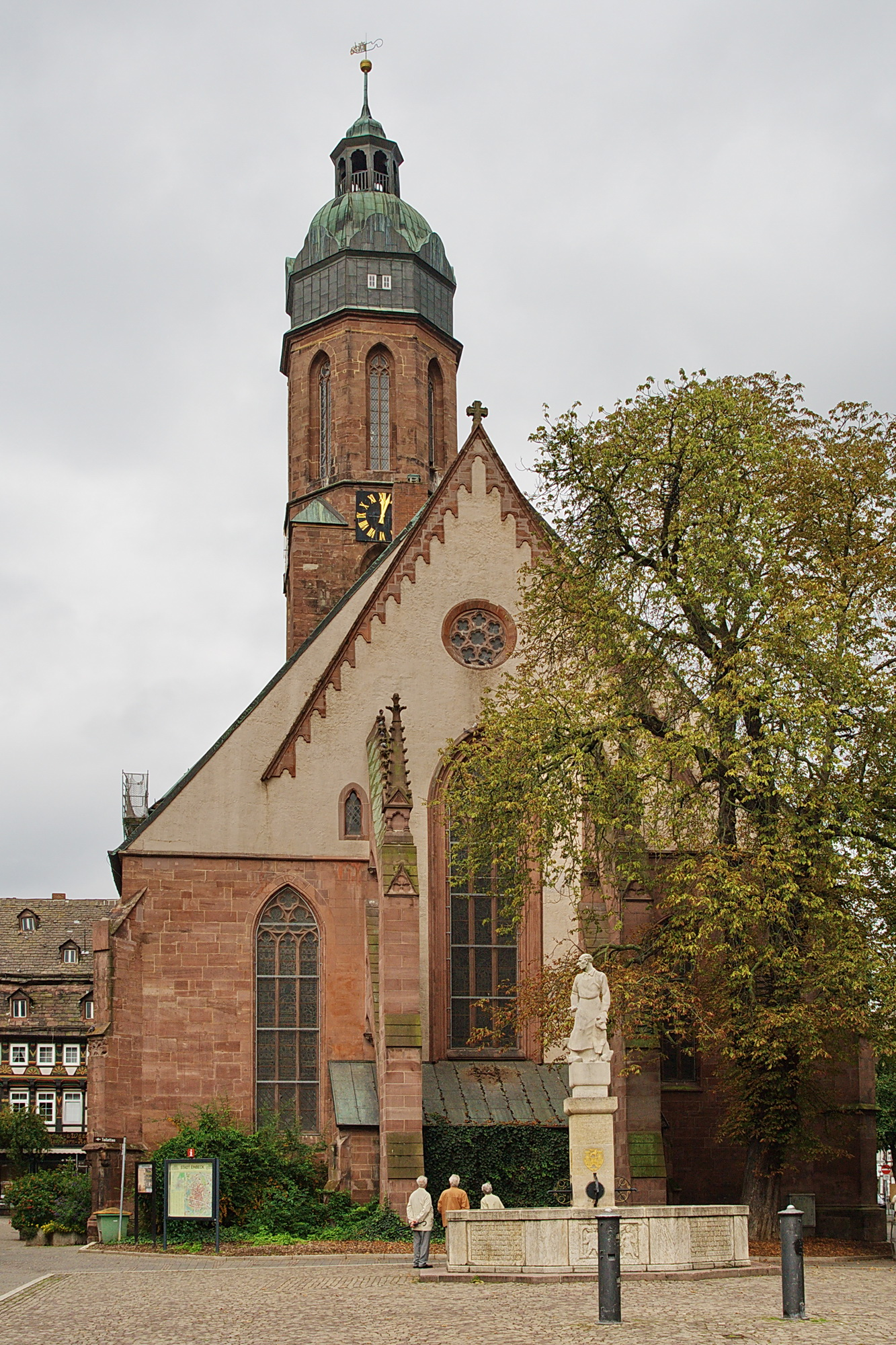
Blick vom Marktplatz auf den Ostgiebel der Marktkirche

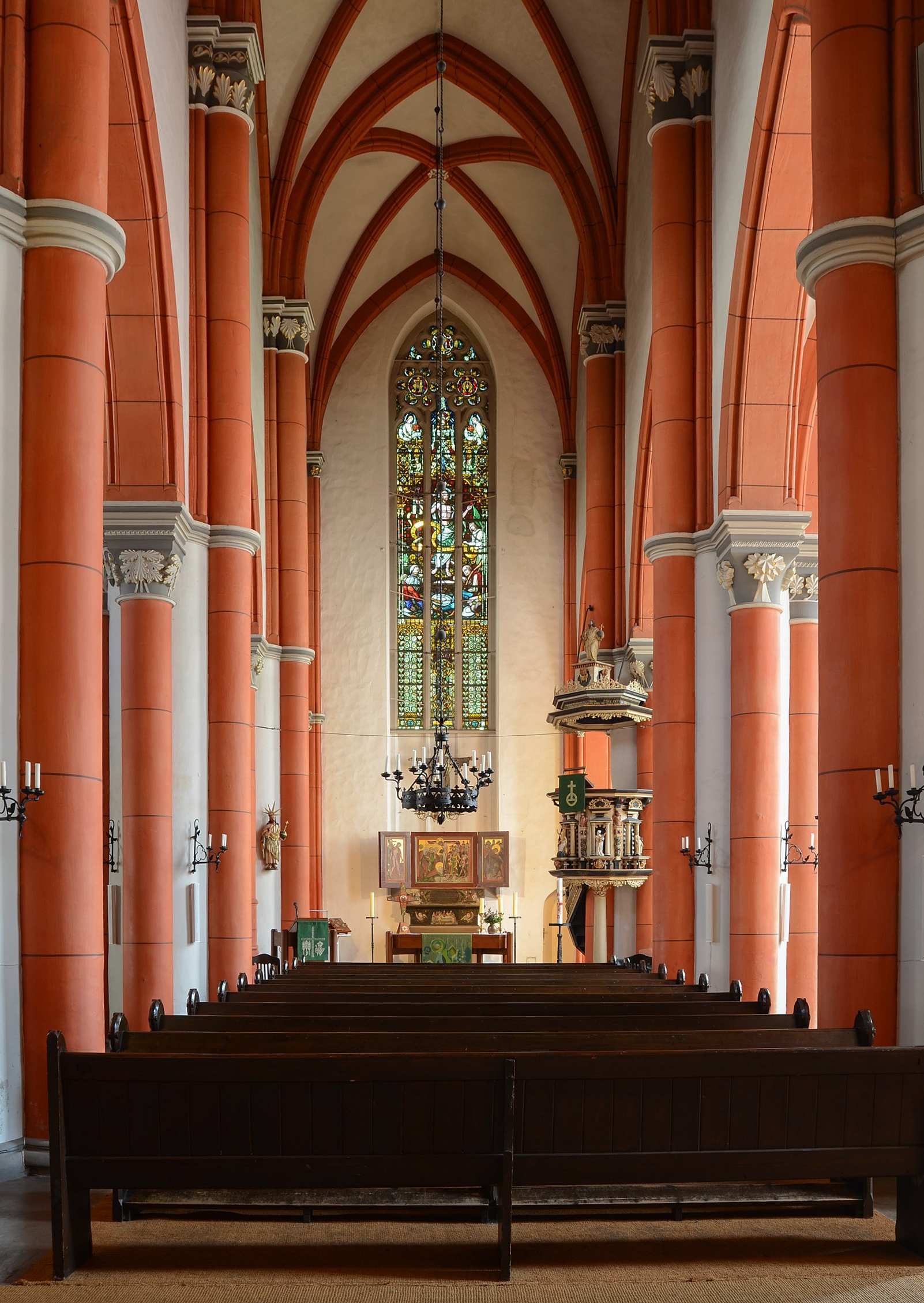
Innenansicht durch das Mittelschiff zum Altar

Die Marktkirche St. Jacobi ist die kleinere der beiden evangelisch-lutherischen Pfarrkirchen in der Einbecker Altstadt. Sie prägt die Westseite des Marktplatzes sowie mit ihrem schlanken Turm die Silhouette der Stadt. Das gotische Gebäude steht seit 1988 unter Denkmalschutz.

## Geschichte
Die Existenz einer Marktkirche im Jahr 1238 kann indirekt aus einer Urkunde erschlossen werden, in der in Einbeck eine „kleinere Kirche“ erwähnt wird. Da die Stiftskirche St. Alexandri älter und größer ist, muss es sich um die Marktkirche handeln. Dieser Vorgängerbau aus dem frühen 13. Jahrhundert ist archäologisch nur durch ein kurzes bogenförmiges Stück gemörteltes Kalkbruchsteinfundament belegt, vermutlich die Reste einer halbrunden Apsis.
Eine sichere urkundliche Erwähnung der heutigen Kirche findet sich erst 1327. Sie ist eine Pseudobasilika, da die Gewölbe des Mittelschiffs in Höhe der Gewölbescheitel der schmalen Seitenschiffe beginnen. Sie hat einen geraden Ostabschluss und kein Querhaus. Durch bauliche und stilistische Vergleiche wird ein Baubeginn des Langhauses schon um 1270 und ein Abschluss mit der Errichtung des oberen Geschosses einer typisch niedersächsischen Doppelturmfassade im frühen 14. Jahrhundert angenommen. Um die Kirche herum befand sich ein kleiner Friedhof, der mit einer Mauer zur Stadt abgegrenzt war.
Im späten 14. Jahrhundert wurden die Seitenschiffe komplett auf Turmbreite erneuert und Mittel- und Seitenschiffe mit Kreuzrippengewölben versehen, so dass sich für die gesamte Kirche eine Grundfläche von etwa 36 × 23 Metern ergibt. Der Westbau wird als viereckiger Einzelturm weitergeführt, der sich im oberen Teil achteckig fortsetzt, der um 1500 beendet worden ist. Wächterstube und heutige Turmhaube entstanden im Jahr 1543 und wurden nach Blitzeinschlägen mehrfach erneuert. Wegen unzureichender Fundamente im Turmbereich mussten bereits 1471/73 intensive Gewölbesanierungen durchgeführt werden. Das nördliche Seitenschiff musste vollständig erneuert werden. Der 65 Meter hohe, stark nach Westen geneigte Kirchturm erhielt 1741 eine barocke Stützfassade. Trotzdem steht der Turm heute noch etwa 1,50 Meter aus dem Lot und ist als „Schiefer Turm von Einbeck“ bekannt. Eine weitere Turmsanierung erfolgte 1855/56 und im 19. Jahrhundert wurde das Kirchenschiff und -innere zweimal grundlegend saniert. Vor 1826 wurde am Ostgiebel eine Sakristei angebaut, weiterhin erhielt er nach Entwürfen von Conrad Wilhelm Hase zwei Strebebögen. 1912 wurden die drei Fenster der Ostwand farbig verglast.
Im östlichen Fenster der Südseite befindet sich das Wappen der Einbecker Patrizierfamilie Raven. Der Bürgermeister Jobst Raven stiftete, zusammen mit seinem Bruder Georg, der Marktkirche 1590 neben dem Fenster einen Kelch.
Außen an der Fassade wurden die beiden Sonnenuhren von 1603 und 1790 angebracht.
Schäden an der Fassade, die auf mangelhafte Arbeiten in den 1970er Jahren zurückzuführen sind, veranlassten ab 2011 eine weitere grundlegende Sanierung des Turms, die 2014 abgeschlossen sein soll. Die Sanierungsarbeiten werden von der Deutschen Stiftung Denkmalschutz und der Stiftung zur Bewahrung kirchlicher Baudenkmäler (KiBa) gefördert. Die Restaurierungsarbeiten am Oktogon des Turms wurden bereits 2011 abgeschlossen. Hier wurden fünf der acht Maßwerke des Turms komplett erneuert. Das obere Turmquadrat als nächster Bauabschnitt wurde 2012 fertig saniert und aktuell ist die Sanierung des mittleren bis unteren Turmquadrats bis 2014 in der Durchführung.

## Nutzung
Die Kirche wurde zur Nutzung durch die nahebei wohnenden Bürger gebaut und wird bis heute von der Ev.-luth. Kirchengemeinde Einbeck (Kirchenkreis Leine-Solling) genutzt. Im 15. Jahrhundert diente sie vorübergehend auch dem Clarissenkloster als Kirche. Das Patronatsrecht gab St. Alexandri im Zuge der Reformation auf Vermittlung von Herzog Philipp I. 1529 auf.

## Ausstattung

### Taufstein
In der Kirche befindet sich ein Taufstein der Romanik. Er stand ursprünglich in der um 1750 abgerissenen, aus dem 12. Jahrhundert stammenden Kirche von Odagsen. Nach 1750 wurde er als Viehtränke verwendet und galt schließlich als verschollen, bis Pastor Reupke, der an der Marktkirche von 1904 bis 1910 wirkte, den Stein im Garten des Brauereibesitzers Domeier fand. Domeier, dessen Brauerei später im Einbecker Brauhaus aufging, überließ der Marktkirche den Stein unter der Bedingung, dass sein Wappen darauf angebracht wird. Das Wappen wurde am Fuß des Steins angebracht und zeigt zwei Gämse im Schild. Familie Domeier war in den Adelsstand erhoben worden, nachdem ein Offizier aus dieser Patrizierfamilie um 1490 Kaiser Maximilian I. bei der Jagd auf Gämsen das Leben gerettet hatte. Die runde Kuppa des Taufsteins ruht auf einem kräftigen runden Fuß. Zu den ornamentalen Reliefs auf dem Becken gehören Räder mit Speichen, die als Symbole kosmischer Ordnung und Ewigkeit gedeutet werden können. Ranken und Palmetten bilden weitere Elemente am oberen Rand des Beckens. Ein ähnlicher Taufstein befindet sich in Amelsen.

### Altar und Kanzel

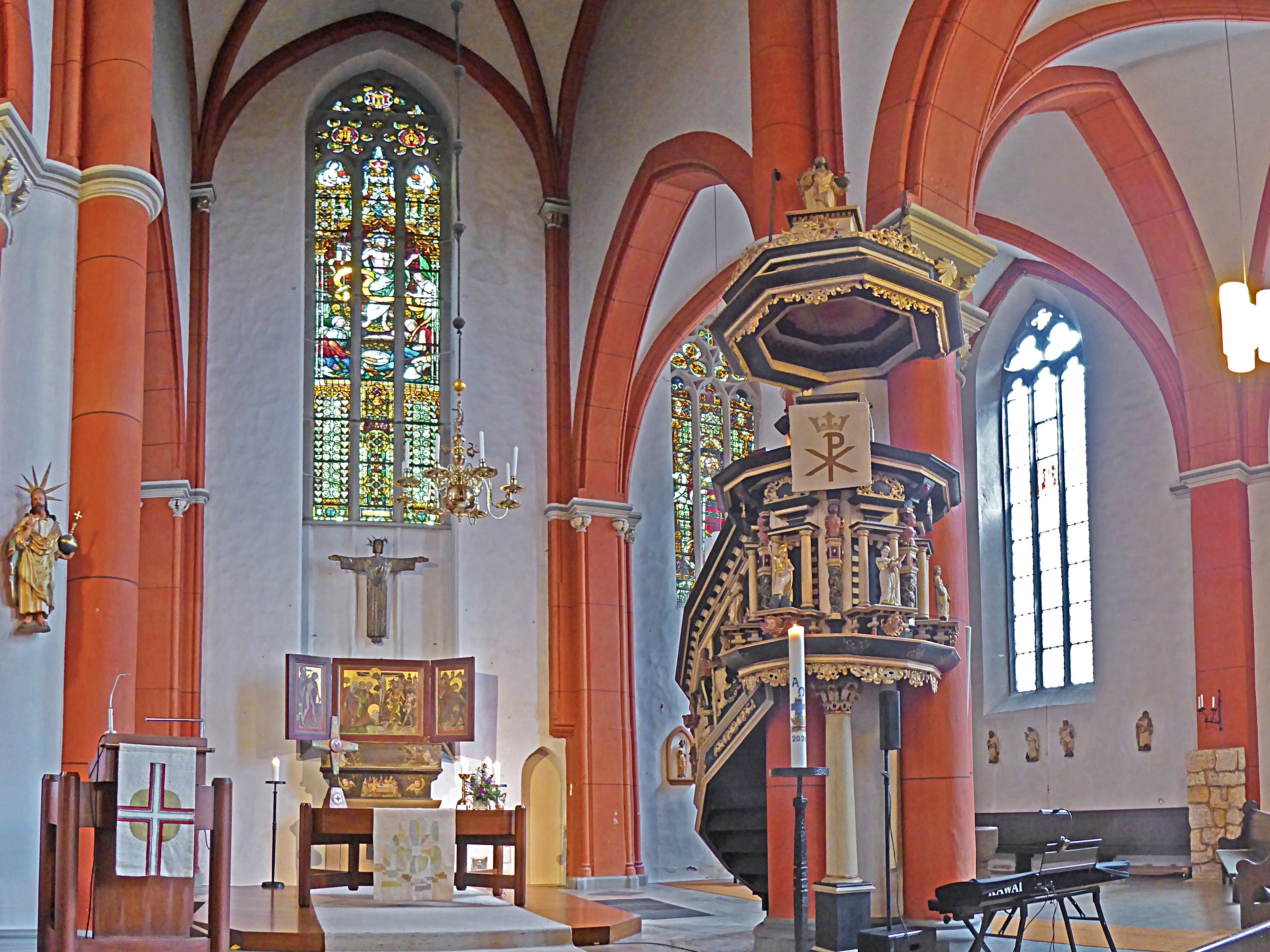
Altar und Kanzel

Das älteste erhaltene Ausstattungsstück der Marktkirche ist eine vollplastische, 58 cm hohe Statue des Kirchenpatrons Jakobus d. Ä. (Holz, farbig gefasst, um 1400).
Ein spätgotischer Flügelaltar, der seit 1993 im Chorraum der Kirche steht, ist eine Leihgabe der Stadt Einbeck; er stammt eigentlich aus der Kapelle von St. Spiritus. Nach der Entfernung einer frühbarocken Übermalung von 1625 wurde die darunter befindliche, spätgotische Kreuzigungsszene nicht sachgerecht freigelegt und restauriert, so dass eine kunsthistorische Bewertung nicht mehr möglich ist. Eine bereits 1658 angefertigte Kopie der verlorenen frühbarocken Übermalung blieb aber in der Kirche zu Stöckheim erhalten.
Am südöstlichen Mittelschiffpfeiler befindet sich eine hölzerne Kanzel von 1637. In der architektonisch aufgebauten Umrahmung des Kanzelkorbes befanden sich bis 1969 vollplastische Apostelfiguren, die seitdem an den Langhauswänden verteilt stehen. An ihrer Stelle befinden sich seit der Restaurierung vier personifizierte Tugenden, die zuvor auf dem Schalldeckel der Kanzel standen. Von der ursprünglichen Bekrönung des Schalldeckels ist nur noch die zentrale Christusfigur an ihrer Stelle geblieben.

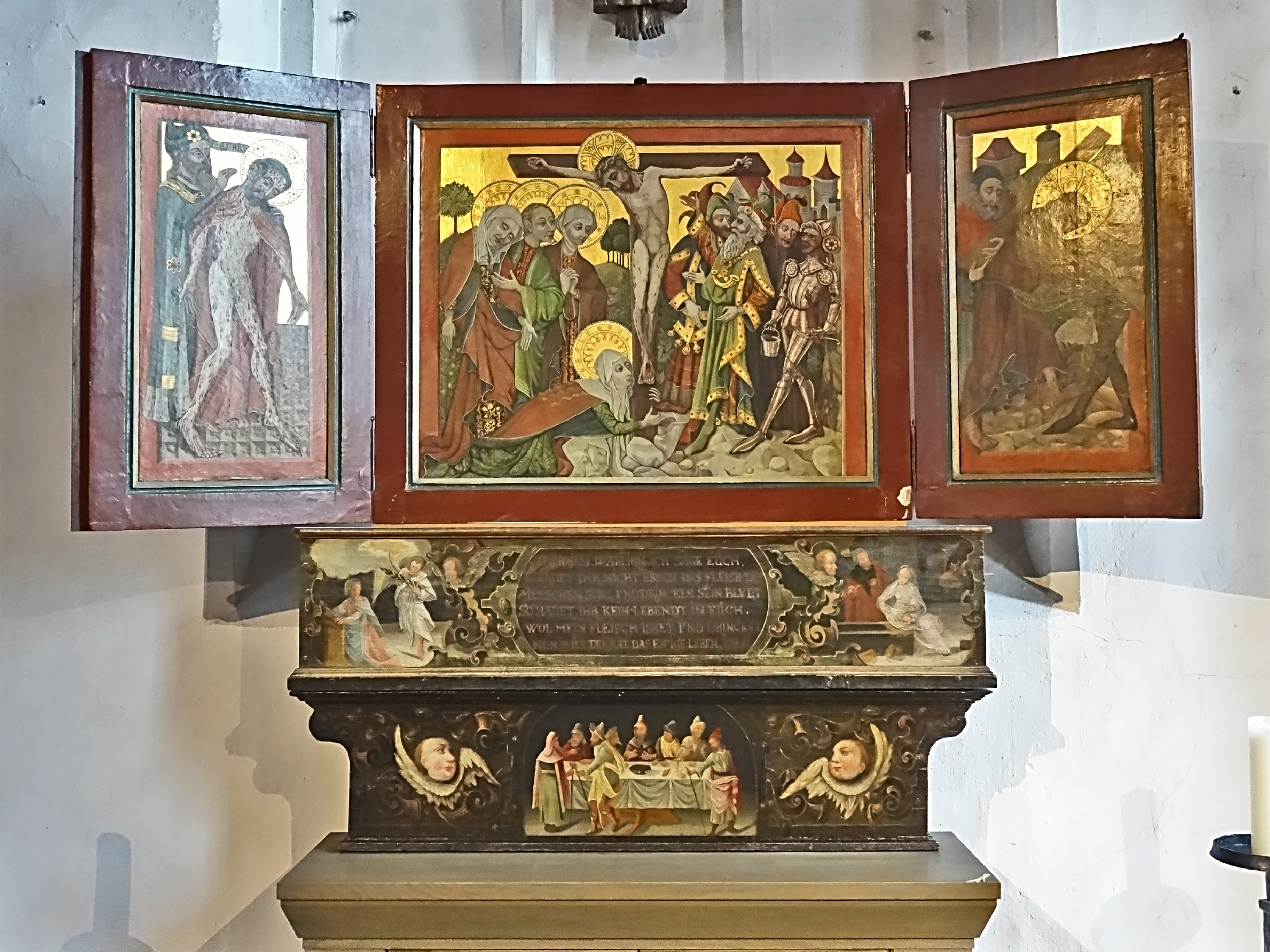
Flügelaltar
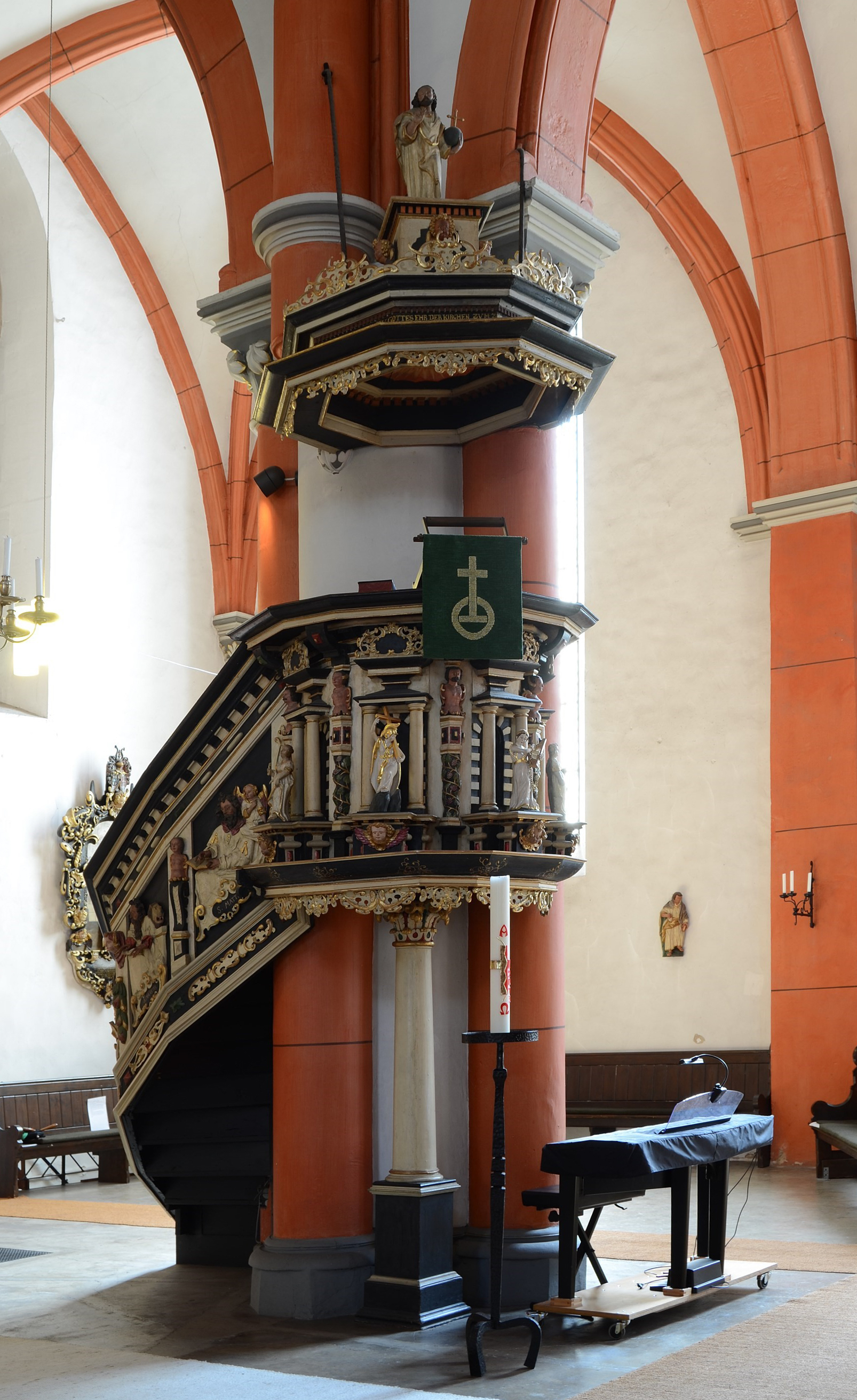
Kanzel
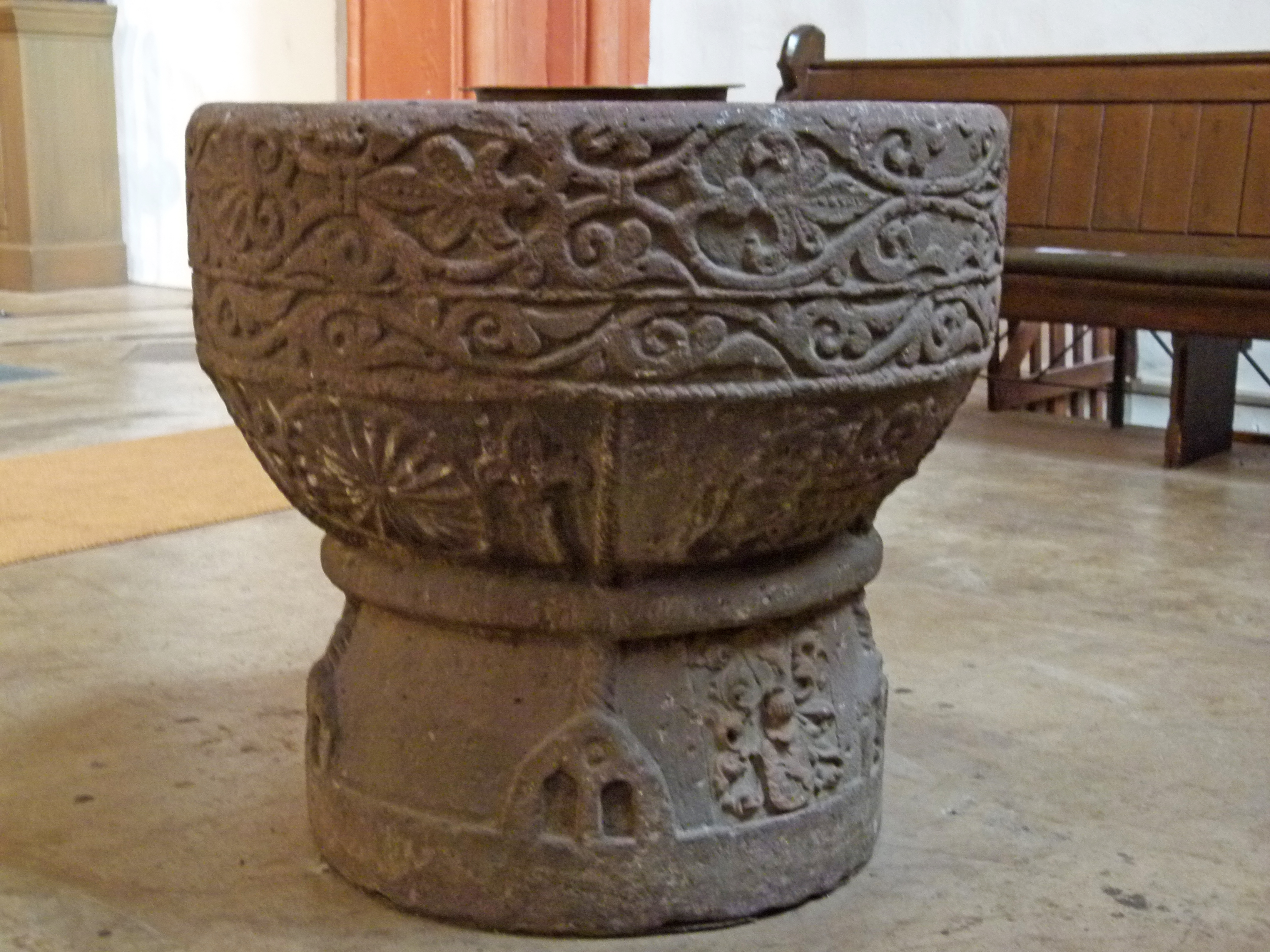
Taufstein
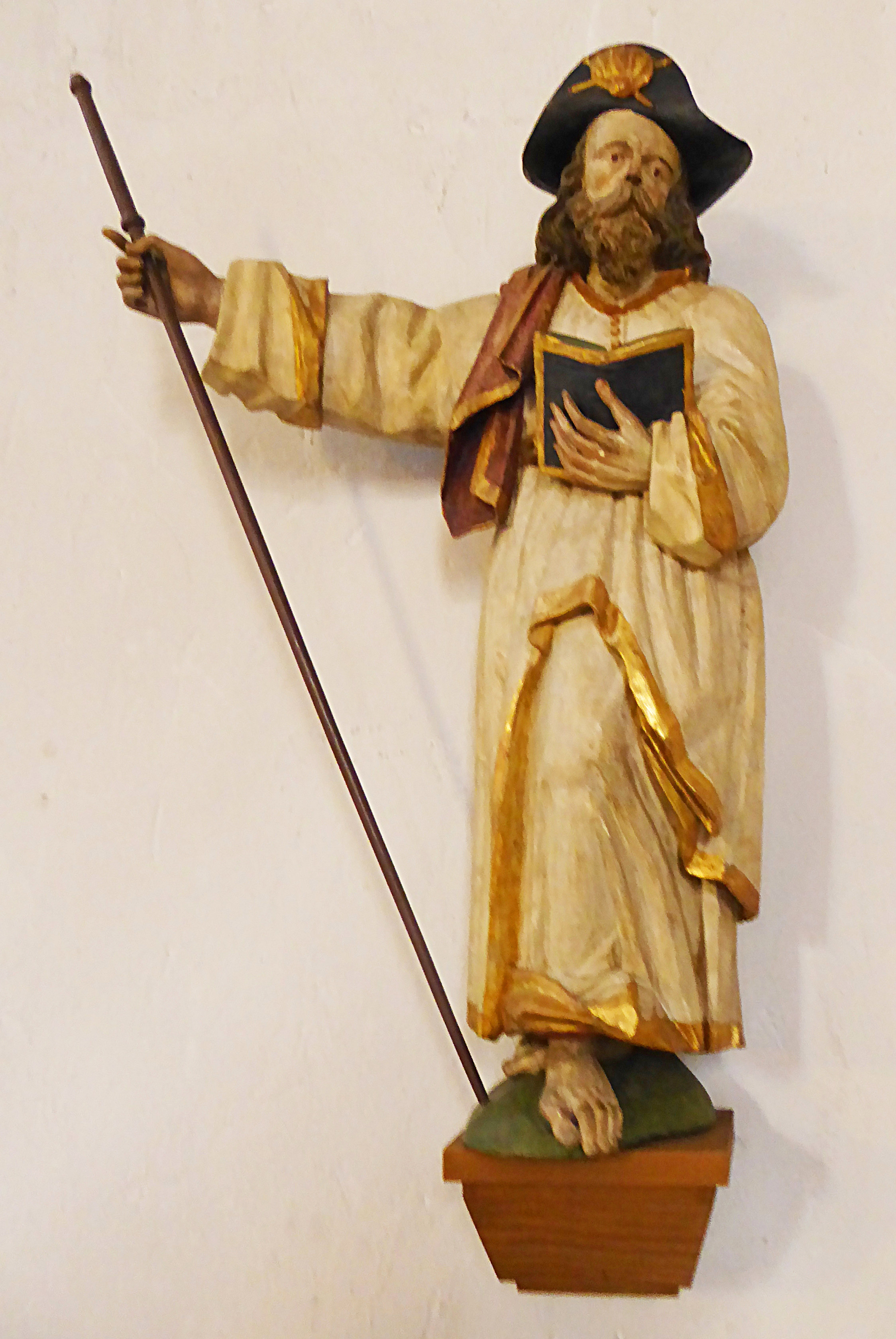
Jakobus-Statue

### Orgel
Die Orgel baute Johann Friedrich Schulze 1861/2 und Heinrich Schaper reparierte sie zwei Jahre danach. 1961 nahm Rudolf Janke eine Instandsetzung und Veränderung der Disposition nach barockem Vorbild vor. 1984 erfolgte eine erneute Instandsetzung durch die Firma Alfred Führer in Wilhelmshaven.
Das Schleifladen-Instrument hat 24 klingende Stimmen auf zwei Manualen und Pedal. Die Spiel- und Registertrakturen sind mechanisch.

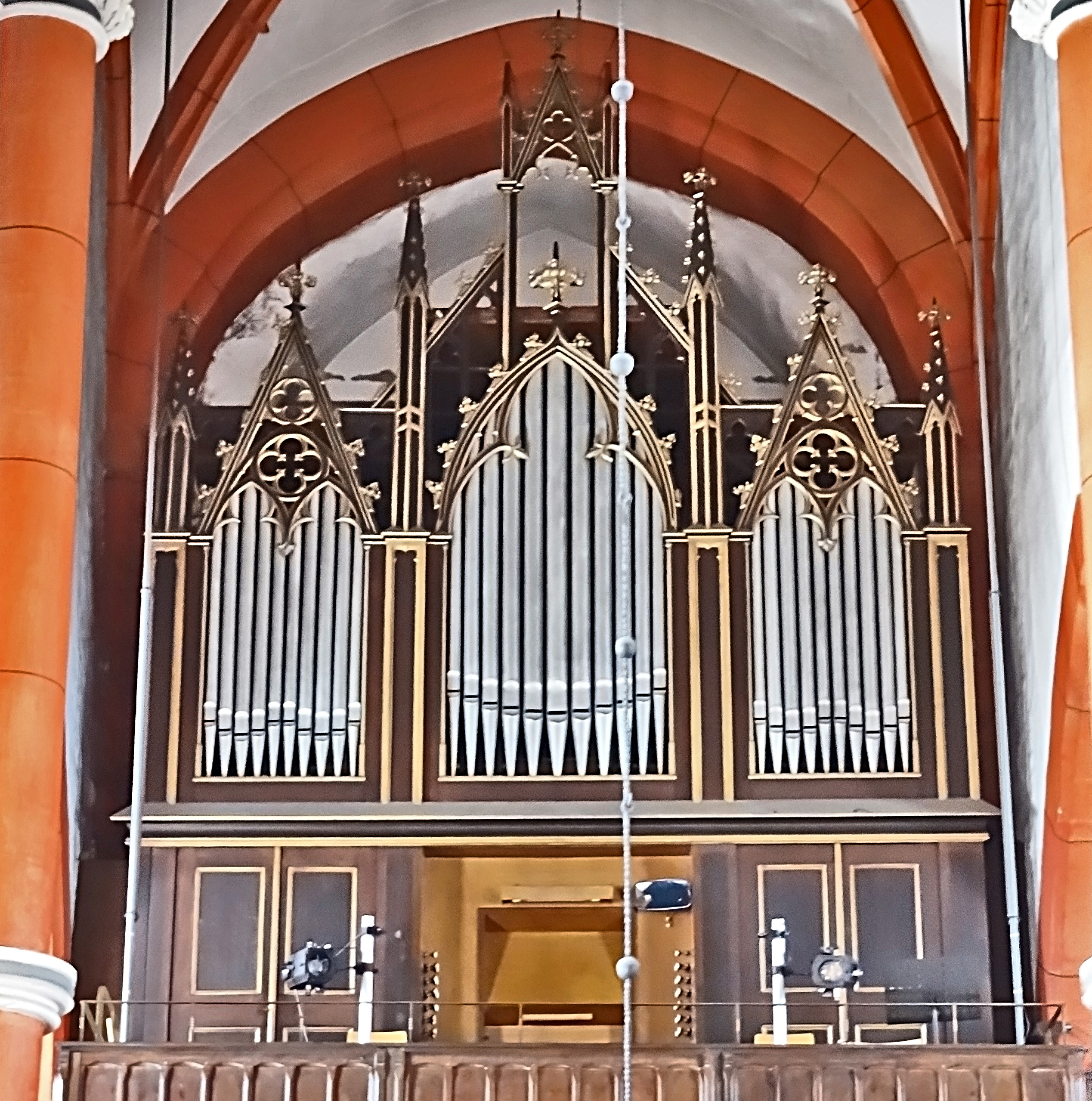
Orgel

| I Hauptwerk C– |              |        |
| 1.             | Bordun       | 16′    |
| 2.             | Prinzipal    | 08′    |
| 3.             | Gedackt      | 08′    |
| 4.             | Oktave       | 04′    |
| 5.             | Quinte       | 02 ⁄3′ |
| 6.             | Oktave       | 02′    |
| 7.             | Terzian I-II |        |
| 8.             | Mixtur V     |        |
| 9.             | Trompete     | 08′    |

| II Oberwerk C– |              |       |
| 10.            | Gedackt      | 8′    |
| 11.            | Quintadena 0 | 8′    |
| 12.            | Prinzipal    | 4′    |
| 13.            | Rohrflöte    | 4′    |
| 14.            | Nachthorn    | 2′    |
| 15.            | Quinte       | 1 ⁄3′ |
| 16.            | Zimbel III   |       |
| 17.            | Krummhorn    | 8′    |

| Pedalwerk C– |             |     |
| 18.          | Subbass     | 16′ |
| 19.          | Violon      | 16′ |
| 20.          | Gedacktbass | 08′ |
| 21.          | Violon      | 08′ |
| 22.          | Oktave      | 04′ |
| 23.          | Oktave      | 02′ |
| 24.          | Posaune     | 16′ |

## Persönlichkeiten
- Johann Winnigstedt (um 1500–1569), Prediger von 1530 bis 1533
- Johann Velius (1545–1631), Prediger
- Johann Wilhelm Wackerhagen (1619–1660), ab 1649 Pastor in St. Jacobi

## Trivia
Ein etwa zwei Meter hohes Modell der Marktkirche steht auf dem Gelände der Stadtgärtnerei, die bebaut werden soll. Darum soll das Modell zu Gunsten der Marktkirche versteigert werden, möglichst so, dass es weiterhin zugänglich ist.